# Кончос (река)
Кончос (исп. Río Conchos) — главная река мексиканского штата Чиуауа и основной правый приток пограничной реки Рио-Гранде, водность которой Кончос в настоящий момент обеспечивает на 80-90 %. Длина — 910,3 км. Средний расход воды в среднем течении реки — 100 м³/с.

## Гидрография
Исток Кончос находится на высоте 2850 м, в хребте Западная Сьерра-Мадре. Питание в основном ледниковое и снеговое, так как дождей в этой местности мало. На реке создано много запруд, воды используются для орошения оазисов с постоянно растущим населением. Впадает в почти иссякшую Рио-Гранде на высоте 723 м у посёлка Охинага, вновь наполняя её русло. Но сток реки с каждым годом уменьшается, что приводит к трениям с американскими фермерами, которые пользуются водой ниже по течению (См. Соглашение Рио-Гранде)